# Néstor Ayala
Néstor Ayala Villagra (San Lorenzo, 18 de febrero de 1983) es un exfutbolista paraguayo que jugaba en la posición de delantero. Fue internacional con la selección de fútbol de Paraguay de 2007 a 2010.

## Trayectoria
Ayala comenzó su carrera futbolística profesional jugando en el Sportivo Iteño de la Tercera División de Paraguay. Después de jugar bien durante toda la temporada se le ofrecieron senderos para jugar en varios clubes de la Primera División de El Salvador. Ayala tenía senderos con varios clubes, pero finalmente fue fichado por Once Lobos para el torneo Clausura 2004. Estuvo un año en el club de Santa Ana, antes de trasladarse al Atlético Balboa la temporada 2005. Después de tener un año sólido con el Atlético Balboa, Ayala terminó el campeonato del Apertura 2005-06 como máximo goleador de su equipo y empató en el segundo lugar como máximo goleador de la liga. Como resultado de sus siempre buenas actuaciones, Ayala despertó el interés de algunos de los clubes más grandes de El Salvador y finalmente firmó un contrato de 3 años con el Club Deportivo FAS para el torneo Clausura 2006. Ayala tuvo una primera temporada exitosa con FAS, terminando como máximo goleador de su equipo. Lideró a FAS para terminar segundo en la temporada y fue una parte vital del equipo que avanzó a la final contra el Águila (un juego que finalmente perdieron 4-2).
Después de esa temporada se habló de que Ayala se nacionalizaría como salvadoreño y jugaría para la selección nacional, junto con sus compatriotas Alejandro de la Cruz Bentos, Patricio Barroche de Vista Hermosa y Rodrigo Lago de A.D. Isidro Metapán.
Para el Apertura 2006, Ayala una vez más comenzó la temporada con fuerza y se estaba convirtiendo rápidamente en un favorito de los fanáticos. Luego de su liberación regresó a Paraguay donde fichó por el Sportivo Luqueño por el resto de la temporada. Allí formó parte del equipo ganador del campeonato de Luqueño para esa temporada. Ayala permaneció en el club durante el torneo Apertura 2006-07 y finalmente fue visto por el Club Atlético Tigre de Argentina.
Ayala se transfirió a Tigre por una tarifa de transferencia de 2,5 millones. Tuvo sólidas actuaciones con Tigre durante su primera temporada, una de ellas contra los gigantes argentinos River Plate cuando anotó 2 goles. Tigre finalmente terminó el Apertura 2007 en segundo lugar, el resultado de liga más alto en la historia del club. Ayala hizo una aportación de 7 goles en 11 partidos.
Ayala dejó Tigre para unirse al Deportivo Quito, campeón de la Serie A de Ecuador, en julio de 2010.  Marcó 6 goles para el Deportivo Quito durante la segunda mitad de la temporada.
El 1 de febrero de 2011 acordó oficialmente un contrato de 6 meses con el Deportivo Cuenca.
| Club                          | País        | Año       | Partidos | Goles |
| ----------------------------- | ----------- | --------- | -------- | ----- |
| Sportivo Iteño                | Paraguay    | 2004      | 18       | 9     |
| Once Lobos                    | El Salvador | 2005      | 32       | 16    |
| Atlético Balboa               | El Salvador | 2005      | SD       | SD    |
| CD FAS                        | El Salvador | 2006      | SD       | SD    |
| Sportivo Luqueño              | Paraguay    | 2007      | 20       | 8     |
| Tigre                         | Argentina   | 2007–2010 | 57       | 15    |
| Deportivo Quito               | Ecuador     | 2010      | 16       | 6     |
| Deportivo Cuenca              | Ecuador     | 2011      | 20       | 8     |
| San Martín de San Juan        | Argentina   | 2011      | 8        | 0     |
| Técnico Universitario         | Ecuador     | 2012      | 13       | 1     |
| Sportivo Luqueño              | Paraguay    | 2012      | 6        | 0     |
| Club Sportivo Carapeguá       | Paraguay    | 2013      |          |       |
| Atlético Marte                | El Salvador | 2014      |          |       |
| Independiente de Campo Grande | Paraguay    | 2015–2016 |          |       |
| Resistencia                   | Paraguay    | 2017–2019 |          |       |

## Selección nacional
Debutó en el 2007 y en total disputó tres partidos convirtiendo 1 gol. Fue convocado por el entonces director técnico, Gerardo Martino quien lo tuvo en cuenta tras una gran actuación en su club de ese momento, el Sportivo Luqueño.

### Goles en la selección
| Goles con la selección de Paraguay | Goles con la selección de Paraguay | Goles con la selección de Paraguay | Goles con la selección de Paraguay | Goles con la selección de Paraguay | Goles con la selección de Paraguay | Goles con la selección de Paraguay | Goles con la selección de Paraguay | Goles con la selección de Paraguay |
| Resultados                         | Resultados                         | Resultados                         | Resultados                         | Lugar                              | Estadio                            | Fecha                              | Tipo                               | Goles                              |
| ---------------------------------- | ---------------------------------- | ---------------------------------- | ---------------------------------- | ---------------------------------- | ---------------------------------- | ---------------------------------- | ---------------------------------- | ---------------------------------- |
| Paraguay                           | 5                                  | 1                                  | Ecuador                            | Asunción                           | Estadio Defensores del Chaco       | 17 de noviembre de 2007            | Eliminatorias Sudamericanas 2010   | 1 gol                              |

Para un total de 1 gol.

## Palmarés
| Título                       | Club                          | País     | Año  |
| ---------------------------- | ----------------------------- | -------- | ---- |
| Torneo Apertura              | Sportivo Luqueño              | Paraguay | 2007 |
| Segunda División de Paraguay | Independiente de Campo Grande | Paraguay | 2016 |